# Gilliatt et la pieuvre
Gilliatt et la pieuvre ("Gilliatt e la piovra") è una scultura realizzata dallo scultore francese Émile-Joseph Carlier tra il 1879 (anno della creazione del modello in gesso) e il 1890 (anno della realizzazione della versione marmorea). L'opera in marmo si trova nel museo di belle arti di Lione.

## Storia
Il modello in gesso dell'opera venne esposto al Salone che si svolse a Parigi nel 1879 e fu acquistato dallo stato francese. Poco dopo ne venne commissionata una riproduzione in bronzo dalla città natale dell'artista, Cambrai, e questa versione bronzea venne esposta al Salone del 1880. In seguito venne installata in uno spazio pubblico di Cambrai, ma servì una nuova fusione dopo la distruzione della prima avvenuta durante il primo conflitto mondiale.
La versione in marmo del museo lionese, invece, risale a dieci anni più tardi, in quanto fu scolpita nel 1890. Anche questa versione venne esposta alla medesima mostra parigina, dove venne acquistata dallo stato francese assieme ad altre opere, come il gruppo Perseo e la Gorgone di Laurent-Honoré Marqueste, con il quale condividerà i vari trasferimenti avvenuti da un museo all'altro.
I due gruppi scultorei vennero esposti al museo del Lussemburgo di Parigi fino al 1931, quando finirono in un deposito al museo del Louvre. Due anni dopo, nel 1933, Gilliatt et la pieuvre e Perseo e la Gorgone furono trasferiti a Villeurbanne, dove verranno installati nel centro nautico Étienne Gagnaire negli anni 1970. Successivamente, le due sculture entrarono a far parte delle collezioni del museo di belle arti di Lione grazie al direttore Philippe Durey. 

## Descrizione

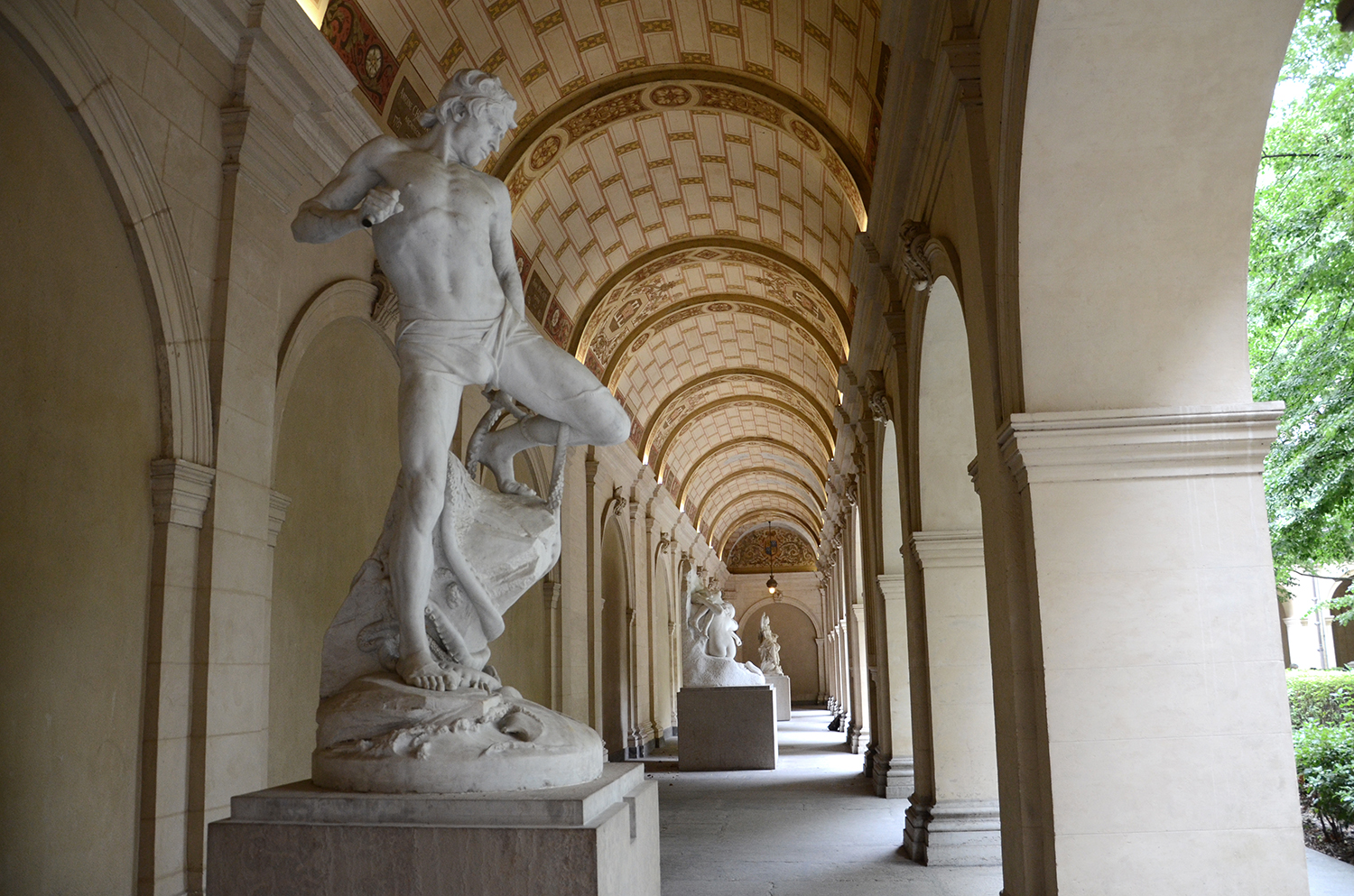
Vista laterale del gruppo.

Questa scultura rappresenta un episodio del romanzo I lavoratori del mare, scritto dallo scrittore francese Victor Hugo durante il suo esilio sull'isola di Guernsey e pubblicato nel 1866. Il marinaio Gilliatt, il protagonista del libro, viene raffigurato mentre affronta una piovra che si sta avvinghiando a una delle sue gambe. Il marinaio seminudo impugna un coltello (la cui lama è andata perduta) e si appresta a colpire il polpo, mentre cerca di rimuovere con una mano un tentacolo che gli si è appiccicato alla coscia. La sua corporatura muscolosa sottolinea lo sforzo di Gilliatt di liberarsi dell'animale, che avvolge uno scoglio con i suoi tentacoli. Alla base si trova l'acqua del mare dalla quale emerge la piovra.